# Кевін Де Брейне
Ке́він Де Бре́йне (нід. Kevin De Bruyne, МФА: [ˈkɛvɪn də ˈbrœynə]; нар. 28 червня 1991, Гент, Бельгія) — бельгійський футболіст, півзахисник збірної Бельгії та італійського «Наполі». Визнається одним із найкращих півзахисників сучасності.

## Клубна кар'єра
Кевін Де Брейне народився в Генті, 2003 року почав свою кар'єру в місцевому «Генті». Через два роки він перейшов у «Генк», де виступав у молодіжній команді. У сезоні 2010/11, в якому його клуб втретє у своїй історії став чемпіоном Бельгії, він забив п'ять голів у 32 матчах.
31 січня 2012 «Генк» оголосив про перехід півзахисника в «Челсі», який підписав контракт на п'ять із половиною років. За умовою угоди Кевін Де Брейне дограв залишок сезону 2011/12 в «Генку» вже на правах оренди. 18 липня дебютував за «Челсі» в товариському матчі з «Сієтл Саундерс» під номером 14.
2 серпня 2012 на офіційному сайті «Челсі» з'явилося повідомлення, що сезон 2012/13 Кевін проведе в німецькому «Вердері». Клуби домовилися про оренду футболіста за 1,3 млн євро.
Закріпитися у складі «Челсі» бельгійцю так і не вдалося. Першу частину сезону 2013/14 він все ж провів у складі лондонського клубу, зігравши лише три матчі. 18 січня 2014 де Брейне повернувся в Бундеслігу — за 22 млн євро його придбав клуб «Вольфсбург», з яким Де Брейне уклав контракт до 2019 року. 30 травня 2015 він забив переможний гол у фіналі Кубка Німеччини, вразивши ворота дортмундської «Боруссії» (матч закінчився з рахунком 3:1).
30 серпня 2015 Кевін повернувся до Англії, уклавши шестирічний контракт із «Манчестер Сіті». Сума трансферу склала 70 млн євро. В історії англійського футболу на той час дорожчим був лише перехід Анхеля Ді Марії до «Манчестер Юнайтед» роком раніше.
У складі нової команди очікувано відразу почав отримувати досить багато ігрового часу і не лише став одним із головних диспетчерів атак, але й регулярно завершував їх. У своєму першому сезоні в Манчестері атакувальний півзахисник забив 16 голів у 41 грі в усіх турнірах, поступившись результативністю лише основному «чистому» форварду команду Серхіо Агуеро. Того сезону здобув свій перший трофей з «Мансіті» — став володарем Кубка Футбольної ліги, у матчах за який і був найбільш результативним (5 голів у 5 іграх).
Надалі результативність Де Брейне дещо зменшилася, проте він продовжував регулярно виступати диспетчером атак і асистувати партнерам. Хорошим прикладом для цього є матч 27 туру Прем'єр-ліги проти «Лестер Сіті»(5:1), в якому бельгієць зробив відразу три асисти та не забив жодного гола. Другим трофеєм для нього в Англії став ще один Кубок Футбольної ліги, завойований у сезоні 2017/18, а трохи згодом «Манчестер Сіті» завоював і золоті нагороди Прем'єр-ліги того ж сезону. В цьому сезоні він потрапив до символічної збірної АПЛ за версією ПФА.
12 червня Наполі оголосив про підписання контракту з де Брейне за схемою 2+1. Його зарплата складе 5 млн. євро за сезон.

## Виступи за збірні
2008 року дебютував у складі юнацької збірної Бельгії, взяв участь у 17 іграх на юнацькому рівні, відзначившись 2 забитими голами.
2011 року залучався до складу молодіжної збірної Бельгії. На молодіжному рівні зіграв у 2 офіційних матчах.
11 серпня 2010 року 19-річний на той момент Де Брейне дебютував в офіційних матчах у складі національної збірної Бельгії. Згодом провів ще декілька товариських матчів, а восени 2012 року, з початком відбору на чемпіонат світу 2014 став вже стабільним гравцем основного складу команди. Взяв участь у всіх десяти матчах відбору, в яких відзначився чотирма голами, і допоміг команді впевнено кваліфікуватися до участі у фінальній частині мундіалю. На самому чемпіонаті світу в Бразилії також був гравцем «основи» і допоміг «червоним дияволам» дійти до чвертьфіналу, в якому вони поступилися Аргентині. У грі 1/8 фіналу проти збірної США відкрив рахунок у додатковий час, чим зробив свій внесок у перемогу з підсумковим рахунком 2:1.
За два роки, на Євро-2016 знову був основним півзахисником національної команди. Повністю провів на полі усі п'ять матчів бельгійців на турнірі, на якому вони дійшли чвертьфіналу проти Уельсу, в якому поступилися 1:3 і завершили боротьбу за титул континентальних чемпіонів.
2018 року поїхав на свою другу світову першість — тогорічний чемпіонат світу в Росії, також як гравець основного складу, і допоміг команді зайняти 3 місце. 
На ЧЄ-2020 взяв участь у всіх матчах збірної Бельгії і відзначився одним влучним ударом у ворота збірної Данії. В 1/8  фіналу бельгійці поступилися збірній Італії 1:2 і завершили виступи на континентальній першості.
На третьому для себе мундіалі у 2022 році збірна Бельгії не вийшла із групи. Де Брейне провів всі три гри в основі і ні разу не був замінений.
За два роки на ЧЄ-2024 у Німеччині знову без замін провів усі чотири матчі команди на турнірі. В 1/8 фіналу бельгійці поступилися збірній Франції з рахунком 0:1. 

## Статистика виступів

### Статистика клубних виступів
Станом на 10 червня 2024 року
| Сезон                      | Команда                    | Чемпіонат                  | Чемпіонат | Чемпіонат | Національний кубок | Національний кубок | Національний кубок | Континентальні кубки | Континентальні кубки | Континентальні кубки | Інші змагання | Інші змагання | Інші змагання | Усього | Усього |
| Сезон                      | Команда                    | Ліга                       | Ігор      | Голів     | Ліга               | Ігор               | Голів              | Ліга                 | Ігор                 | Голів                | Ліга          | Ігор          | Голів         | Ігор   | Голів  |
| -------------------------- | -------------------------- | -------------------------- | --------- | --------- | ------------------ | ------------------ | ------------------ | -------------------- | -------------------- | -------------------- | ------------- | ------------- | ------------- | ------ | ------ |
| 2008–09                    | «Генк»                     | ЖПЛ                        | 2         | 0         | КБ                 | 0                  | 0                  | —                    | —                    | —                    | —             | —             | —             | 2      | 0      |
| 2009–10                    | «Генк»                     | ЖПЛ                        | 35        | 3         | КБ                 | 2                  | 0                  | ЛЄ                   | 2                    | 0                    | СБ            | 1             | 0             | 40     | 3      |
| 2010–11                    | «Генк»                     | ЖПЛ                        | 32        | 5         | КБ                 | 0                  | 0                  | ЛЄ                   | 3                    | 1                    | СБ            | 0             | 0             | 35     | 6      |
| 2011–12                    | «Генк»                     | ЖПЛ                        | 28        | 8         | КБ                 | 1                  | 0                  | ЛЧ                   | 6                    | 0                    | СБ            | 1             | 0             | 36     | 8      |
| Усього за «Генк»           | Усього за «Генк»           | Усього за «Генк»           | 97        | 16        |                    | 3                  | 0                  |                      | 11                   | 1                    |               | 2             | 0             | 113    | 17     |
| 2012–13                    | «Вердер»                   | БЛ                         | 33        | 10        | КН                 | 1                  | 0                  | -                    | -                    | -                    | -             | -             | -             | 34     | 10     |
| 2013–14                    | «Челсі»                    | ПЛ                         | 3         | 0         | КА+КЛ              | 0+3                | 0                  | ЛЧ                   | 3                    | 0                    | -             | -             | -             | 9      | 0      |
| 2013–14                    | «Вольфсбург»               | БЛ                         | 16        | 3         | КН                 | 2                  | 0                  | -                    | -                    | -                    | -             | -             | -             | 18     | 3      |
| 2014–15                    | «Вольфсбург»               | БЛ                         | 34        | 10        | КН                 | 6                  | 1                  | ЛЄ                   | 11                   | 5                    | -             | -             | -             | 51     | 16     |
| 2015–16                    | «Вольфсбург»               | БЛ                         | 2         | 0         | КН                 | 1                  | 1                  | -                    | -                    | -                    | СН            | 1             | 0             | 4      | 1      |
| Усього за «Вольфсбург»     | Усього за «Вольфсбург»     | Усього за «Вольфсбург»     | 52        | 13        |                    | 9                  | 2                  |                      | 11                   | 5                    |               | 1             | 0             | 73     | 20     |
| 2015–16                    | «Манчестер Сіті»           | ПЛ                         | 25        | 7         | КА+КЛ              | 1+5                | 1+5                | ЛЧ                   | 10                   | 3                    | -             | -             | -             | 41     | 16     |
| 2016–17                    | «Манчестер Сіті»           | ПЛ                         | 36        | 6         | КА+КЛ              | 5+1                | 0                  | ЛЧ                   | 7                    | 1                    | -             | -             | -             | 49     | 7      |
| 2017–18                    | «Манчестер Сіті»           | ПЛ                         | 37        | 8         | КА+КЛ              | 3+4                | 1+2                | ЛЧ                   | 8                    | 1                    | -             | -             | -             | 52     | 12     |
| 2018–19                    | «Манчестер Сіті»           | ПЛ                         | 19        | 2         | КА+КЛ              | 4+5                | 2+2                | ЛЧ                   | 4                    | 0                    | СА            | 0             | 0             | 32     | 6      |
| 2019–20                    | «Манчестер Сіті»           | ПЛ                         | 35        | 13        | КА+КЛ              | 2+3                | 1+0                | ЛЧ                   | 7                    | 2                    | СА            | 1             | 0             | 48     | 16     |
| 2020–21                    | «Манчестер Сіті»           | ПЛ                         | 25        | 6         | КА+КЛ              | 3+4                | 1+0                | ЛЧ                   | 8                    | 3                    | -             | -             | -             | 40     | 10     |
| 2021–22                    | «Манчестер Сіті»           | ПЛ                         | 30        | 15        | КА+КЛ              | 3+2                | 1+1                | ЛЧ                   | 10                   | 2                    | СА            | 0             | 0             | 44     | 19     |
| 2022–23                    | «Манчестер Сіті»           | ПЛ                         | 32        | 7         | КА+КЛ              | 4+2                | 1+0                | ЛЧ                   | 10                   | 2                    | СА            | 1             | 0             | 49     | 10     |
| 2023–24                    | «Манчестер Сіті»           | ПЛ                         | 18        | 4         | КА+КЛ              | 5+0                | 0+0                | ЛЧ                   | 2                    | 2                    | СА            | 1             | 0             | 26     | 6      |
| Усього за «Манчестер Сіті» | Усього за «Манчестер Сіті» | Усього за «Манчестер Сіті» | 257       | 68        |                    | 56                 | 18                 |                      | 66                   | 16                   |               | 3             | 0             | 382    | 102    |
| Усього за кар'єру          | Усього за кар'єру          | Усього за кар'єру          | 364       | 96        |                    | 72                 | 20                 |                      | 99                   | 22                   |               | 8             | 1             | 543    | 138    |

### Статистика виступів за збірну
Станом на 18 листопада 2022 року
| Дата       | Місто               | Господарі            | Результат  | Гості                | Турнір                                 | Голи | Примітки |
| ---------- | ------------------- | -------------------- | ---------- | -------------------- | -------------------------------------- | ---- | -------- |
| 11-8-2010  | Турку               | Фінляндія            | 1 – 0      | Бельгія              | товариський матч                       | -    | 46'      |
| 11-11-2011 | Льєж                | Бельгія              | 2 – 1      | Румунія              | товариський матч                       | -    | 79'      |
| 15-8-2012  | Брюссель            | Бельгія              | 4 – 2      | Нідерланди           | товариський матч                       | -    | 56'      |
| 7-9-2012   | Кардіфф             | Уельс                | 0 – 2      | Бельгія              | Відбір до ЧС 2014                      | -    | 64'      |
| 11-9-2012  | Брюссель            | Бельгія              | 1 – 1      | Хорватія             | Відбір до ЧС 2014                      | -    | 72'      |
| 12-10-2012 | Белград             | Сербія               | 0 – 3      | Бельгія              | Відбір до ЧС 2014                      | 1    | 87'      |
| 16-10-2012 | Брюссель            | Бельгія              | 2 – 0      | Шотландія            | Відбір до ЧС 2014                      | -    |          |
| 14-11-2012 | Бухарест            | Румунія              | 2 – 1      | Бельгія              | товариський матч                       | -    |          |
| 6-2-2013   | Брюгге              | Бельгія              | 2 – 1      | Словаччина           | товариський матч                       | -    | 62'      |
| 22-3-2013  | Скоп'є              | Північна Македонія   | 0 – 2      | Бельгія              | Відбір до ЧС 2014                      | 1    |          |
| 26-3-2013  | Брюссель            | Бельгія              | 1 – 0      | Північна Македонія   | Відбір до ЧС 2014                      | -    |          |
| 29-5-2013  | Клівленд            | США                  | 2 – 4      | Бельгія              | товариський матч                       | -    | 68'      |
| 7-6-2013   | Брюссель            | Бельгія              | 2 – 1      | Сербія               | Відбір до ЧС 2014                      | 1    | 82'      |
| 14-8-2013  | Брюссель            | Бельгія              | 0 – 0      | Франція              | товариський матч                       | -    | 85'      |
| 6-9-2013   | Глазго              | Шотландія            | 0 – 2      | Бельгія              | Відбір до ЧС 2014                      | -    |          |
| 11-10-2013 | Загреб              | Хорватія             | 1 – 2      | Бельгія              | Відбір до ЧС 2014                      | -    | 65'      |
| 15-10-2013 | Брюссель            | Бельгія              | 1 – 1      | Уельс                | Відбір до ЧС 2014                      | 1    |          |
| 14-11-2013 | Брюссель            | Бельгія              | 0 – 2      | Колумбія             | товариський матч                       | -    | 58'      |
| 19-11-2013 | Брюссель            | Бельгія              | 2 – 3      | Японія               | товариський матч                       | -    | 62'      |
| 5-3-2014   | Брюссель            | Бельгія              | 2 – 2      | Кот-д'Івуар          | товариський матч                       | -    |          |
| 26-5-2014  | Генк                | Бельгія              | 5 – 1      | Люксембург           | товариський матч                       | 1    |          |
| 1-6-2014   | Стокгольм           | Швеція               | 0 – 2      | Бельгія              | товариський матч                       | -    |          |
| 17-6-2014  | Белу-Оризонті       | Алжир                | 1 – 2      | Бельгія              | ЧС 2014 - 1-й етап                     | -    |          |
| 22-6-2014  | Ріо-де-Жанейро      | Бельгія              | 1 – 0      | Росія                | ЧС 2014 - 1-й етап                     | -    |          |
| 1-7-2014   | Салвадор (Бразилія) | США                  | 1 – 2 д.ч. | Бельгія              | ЧС 2014 - 1/8 фіналу                   | 1    |          |
| 5-7-2014   | Бразиліа            | Аргентина            | 1 – 0      | Бельгія              | ЧС 2014 - чвертьфінал                  | -    |          |
| 4-9-2014   | Льєж                | Бельгія              | 2 – 0      | Австралія            | товариський матч                       | -    |          |
| 10-10-2014 | Брюссель            | Бельгія              | 6 – 0      | Андорра              | Відбір до ЧЄ 2016                      | 2    |          |
| 13-10-2014 | Зениця              | Боснія і Герцеговина | 1 – 1      | Бельгія              | Відбір до ЧЄ 2016                      | -    |          |
| 16-11-2014 | Брюссель            | Бельгія              | 0 – 0      | Уельс                | Відбір до ЧЄ 2016                      | -    |          |
| 28-3-2015  | Брюссель            | Бельгія              | 5 – 0      | Кіпр                 | Відбір до ЧЄ 2016                      | -    |          |
| 31-3-2015  | Єрусалим            | Ізраїль              | 0 – 1      | Бельгія              | Відбір до ЧЄ 2016                      | -    |          |
| 12-6-2015  | Кардіфф             | Уельс                | 1 – 0      | Бельгія              | Відбір до ЧЄ 2016                      | -    |          |
| 3-9-2015   | Брюссель            | Бельгія              | 3 – 1      | Боснія і Герцеговина | Відбір до ЧЄ 2016                      | 1    | 89'      |
| 6-9-2015   | Нікосія             | Кіпр                 | 0 – 1      | Бельгія              | Відбір до ЧЄ 2016                      | -    |          |
| 10-10-2015 | Андорра-ла-Велья    | Андорра              | 1 – 4      | Бельгія              | Відбір до ЧЄ 2016                      | 1    |          |
| 13-10-2015 | Брюссель            | Бельгія              | 3 – 1      | Ізраїль              | Відбір до ЧЄ 2016                      | 1    | 32'      |
| 13-11-2015 | Брюссель            | Бельгія              | 3 – 1      | Італія               | товариський матч                       | 1    |          |
| 28-5-2016  | Женева              | Швейцарія            | 1 – 2      | Бельгія              | товариський матч                       | 1    |          |
| 1-6-2016   | Брюссель            | Бельгія              | 1 – 1      | Фінляндія            | товариський матч                       | -    |          |
| 5-6-2016   | Брюссель            | Бельгія              | 3 – 2      | Норвегія             | товариський матч                       | -    |          |
| 13-6-2016  | Ліон                | Бельгія              | 0 – 2      | Італія               | ЧЄ 2016 - 1-й етап                     | -    |          |
| 18-6-2016  | Бордо               | Бельгія              | 3 – 0      | Ірландія             | ЧЄ 2016 - 1-й етап                     | -    |          |
| 22-6-2016  | Ніцца               | Швеція               | 0 – 1      | Бельгія              | ЧЄ 2016 - 1-й етап                     | -    |          |
| 26-6-2016  | Тулуза              | Угорщина             | 0 – 4      | Бельгія              | ЧЄ 2016 - 1/8 фіналу                   | -    |          |
| 1-7-2016   | Лілль               | Уельс                | 3 – 1      | Бельгія              | ЧЄ 2016 - чвертьфінал                  | -    |          |
| 1-9-2016   | Брюссель            | Бельгія              | 0 – 2      | Іспанія              | товариський матч                       | -    | 86'      |
| 6-9-2016   | Нікосія             | Кіпр                 | 0 – 3      | Бельгія              | Відбір до ЧС 2018                      | -    |          |
| 9-11-2016  | Амстердам           | Нідерланди           | 1 – 1      | Бельгія              | товариський матч                       | -    | 64'      |
| 13-11-2016 | Брюссель            | Бельгія              | 8 – 1      | Естонія              | Відбір до ЧС 2018                      | -    |          |
| 5-6-2017   | Брюссель            | Бельгія              | 2 – 1      | Чехія                | товариський матч                       | -    |          |
| 9-6-2017   | Таллінн             | Естонія              | 0 – 2      | Бельгія              | Відбір до ЧС 2018                      | -    |          |
| 31-8-2017  | Льєж                | Бельгія              | 9 – 0      | Гібралтар            | Відбір до ЧС 2018                      | -    | 84'      |
| 3-9-2017   | Афіни               | Греція               | 1 – 2      | Бельгія              | Відбір до ЧС 2018                      | -    | 90+2'    |
| 7-10-2017  | Сараєво             | Боснія і Герцеговина | 3 – 4      | Бельгія              | Відбір до ЧС 2018                      | -    |          |
| 10-10-2017 | Брюссель            | Бельгія              | 4 – 0      | Кіпр                 | Відбір до ЧС 2018                      | -    | 77'      |
| 10-11-2017 | Брюссель            | Бельгія              | 3 – 3      | Мексика              | товариський матч                       | -    | 46'      |
| 14-11-2017 | Брюгге              | Бельгія              | 1 – 0      | Японія               | товариський матч                       | -    | 62'      |
| 27-3-2018  | Брюссель            | Бельгія              | 4 – 0      | Саудівська Аравія    | товариський матч                       | 1    | 84'      |
| 2-6-2018   | Брюссель            | Бельгія              | 0 – 0      | Португалія           | товариський матч                       | -    |          |
| 6-6-2018   | Брюссель            | Бельгія              | 3 – 0      | Єгипет               | товариський матч                       | -    |          |
| 11-6-2018  | Брюссель            | Бельгія              | 4 – 1      | Коста-Рика           | товариський матч                       | -    | 71'      |
| 18-6-2018  | Сочі                | Бельгія              | 3 – 0      | Панама               | ЧС 2018 - 1-й етап                     | -    | 88'      |
| 23-6-2018  | Москва              | Бельгія              | 5 – 2      | Туніс                | ЧС 2018 - 1-й етап                     | -    |          |
| 2-7-2018   | Ростов-на-Дону      | Бельгія              | 3 – 2      | Японія               | ЧС 2018 - 1/8 фіналу                   | -    |          |
| 6-7-2018   | Казань              | Бразилія             | 1 – 2      | Бельгія              | ЧС 2018 - чвертьфінал                  | 1    |          |
| 10-7-2018  | Санкт-Петербург     | Франція              | 1 – 0      | Бельгія              | ЧС 2018 - півінал                      | -    |          |
| 14-7-2018  | Санкт-Петербург     | Бельгія              | 2 – 0      | Англія               | ЧС 2018 - 3-тє місце                   | -    |          |
| 8–6-2019   | Брюссель            | Бельгія              | 3 – 0      | Казахстан            | Відбір до ЧЄ 2020                      | -    | 68'      |
| 11-6-2019  | Брюссель            | Бельгія              | 3 – 0      | Шотландія            | Відбір до ЧЄ 2020                      | 1    | 34'      |
| 6-9-2019   | Серравалле          | Сан-Марино           | 0 – 4      | Бельгія              | Відбір до ЧЄ 2020                      | -    | 76'      |
| 9-9-2019   | Глазго              | Шотландія            | 0 – 4      | Бельгія              | Відбір до ЧЄ 2020                      | 1    |          |
| 16-11-2019 | Санкт-Петербург     | Росія                | 1 – 4      | Бельгія              | Відбір до ЧЄ 2020                      | -    |          |
| 19-11-2019 | Брюссель            | Бельгія              | 6 – 1      | Кіпр                 | Відбір до ЧЄ 2020                      | 2    | 68'      |
| 8-9-2020   | Брюссель            | Бельгія              | 5 – 1      | Ісландія             | Ліга націй УЄФА 2020—2021 - 1-й етап   | -    | 80'      |
| 11-10-2020 | Лондон              | Англія               | 2 – 1      | Бельгія              | Ліга націй УЄФА 2020—2021 - 1-й етап   | -    | 73'      |
| 15-11-2020 | Левен               | Бельгія              | 2 – 0      | Англія               | Ліга націй УЄФА 2020—2021 - 1-й етап   | -    |          |
| 18-11-2020 | Левен               | Бельгія              | 4 – 2      | Данія                | Ліга націй УЄФА 2020—2021 - 1-й етап   | 1    |          |
| 24-3-2021  | Левен               | Бельгія              | 3 – 1      | Уельс                | Відбір до ЧС 2022                      | 1    |          |
| 27-3-2021  | Прага               | Чехія                | 1 – 1      | Бельгія              | Відбір до ЧС 2022                      | -    |          |
| 17-6-2021  | Копенгаген          | Данія                | 1 – 2      | Бельгія              | ЧЄ 2020 - 1-й етап                     | 1    | 46'      |
| 21-6-2021  | Санкт-Петербург     | Фінляндія            | 0 – 2      | Бельгія              | ЧЄ 2020 - 1-й етап                     | -    | 90+1'    |
| 27-6-2021  | Севілья             | Бельгія              | 1 – 0      | Португалія           | ЧЄ 2020 - 1/8 фіналу                   | -    | 48'      |
| 2-7-2021   | Мюнхен              | Бельгія              | 1 – 2      | Італія               | ЧЄ 2020 - чвертьфінал                  | -    |          |
| 7-10-2021  | Турин               | Бельгія              | 2 – 3      | Франція              | Ліга націй УЄФА 2020—2021 - півфінал   | -    |          |
| 10-10-2021 | Турин               | Італія               | 2 – 1      | Бельгія              | Ліга націй УЄФА 2020—2021 - 3-тє місце | -    | 59'      |
| 13-11-2021 | Брюссель            | Бельгія              | 3 – 1      | Естонія              | Відбір до ЧС 2022                      | -    | 83'      |
| 16-11-2021 | Кардіфф             | Уельс                | 1 – 1      | Бельгія              | Відбір до ЧС 2022                      | 1    |          |
| 3-6-2022   | Брюссель            | Бельгія              | 1 – 4      | Нідерланди           | Ліга націй УЄФА 2022—2023 - 1-й етап   | -    |          |
| 8-6-2022   | Брюссель            | Бельгія              | 6 – 1      | Польща               | Ліга націй УЄФА 2022—2023 - 1-й етап   | 1    | 84'      |
| 11-6-2022  | Кардіфф             | Уельс                | 1 – 1      | Бельгія              | Ліга націй УЄФА 2022—2023 - 1-й етап   | -    | 72'      |
| 22-9-2022  | Брюссель            | Бельгія              | 2 – 1      | Уельс                | Ліга націй УЄФА 2022—2023 - 1-й етап   | 1    | 90+1'    |
| 25-9-2022  | Амстердам           | Нідерланди           | 1 – 0      | Бельгія              | Ліга націй УЄФА 2022—2023 - 1-й етап   | -    |          |
| 18-11-2022 | Ель-Кувейт          | Бельгія              | 1 – 2      | Єгипет               | товариський матч                       | -    | 46'      |
| 23-11-2022 | Ер-Раян             | Бельгія              | 1 – 0      | Канада               | ЧС 2022 - 1-й етап                     | -    |          |
| 27-11-2022 | Доха                | Бельгія              | 0 – 2      | Марокко              | ЧС 2022 - 1-й етап                     | -    |          |
| 1-12-2022  | Ер-Раян             | Хорватія             | 0 – 0      | Бельгія              | ЧС 2022 - 1-й етап                     | -    |          |
| 24-3-2023  | Сульна              | Швеція               | 0 – 3      | Бельгія              | Відбір до ЧЄ 2024                      | -    |          |
| 28-3-2023  | Кельн               | Німеччина            | 2 – 3      | Бельгія              | товариський матч                       | 1    | 80'      |
| Усього     |                     | Матчів (8 місце)     | 99         |                      | Голів (8 місце)                        | 26   |          |

## Досягнення
- Володар Кубка Бельгії (1):

«Генк»: 2008-09
- Чемпіон Бельгії (1):

«Генк»: 2010-11
- Володар Суперкубка Бельгії (1):

«Генк»: 2011
- Володар Кубка Німеччини (1):

«Вольфсбург»: 2014-15
- Володар Суперкубка Німеччини (1):

«Вольфсбург»: 2015
- Володар Кубка ліги (5):

«Манчестер Сіті»: 2015-16, 2017-18, 2018-19, 2019-20, 2020-21
- Чемпіон Англії (6):

«Манчестер Сіті»: 2017-18, 2018-19, 2020-21, 2021-22, 2022-23, 2023-24
- Володар Суперкубка Англії (3):

«Манчестер Сіті»: 2018, 2019, 2024
- Володар Кубка Англії (2):

«Манчестер Сіті»: 2018-19, 2022-23
- Переможець Ліги чемпіонів УЄФА (1):

«Манчестер Сіті»: 2022-23
- Переможець Клубного чемпіонату світу (1):

«Манчестер Сіті»: 2023
- Володар Суперкубка Англії (1):

«Манчестер Сіті»: 2024
Збірні
- Бронзовий призер чемпіонату світу: 2018

### Особисті
Символічні збірні
- Команда року за версією FIFPro (1): 2020
- Команда року за версією IFFHS (4): 2017, 2019, 2020, 2021
- Команда року за версією УЄФА (3): 2017, 2019, 2020
- Команда року за версією ESM (3): 2018, 2020, 2021
- Команда сезону в німецькій Бундеслізі (1): 2014/15
- Команда сезону в англійській Прем'єр-лізі за версією ПФА (3): 2017/18, 2019/20, 2020/21
- Команда сезону в Лізі чемпіонів УЄФА (4): 2017/18, 2018/19, 2019/20, 2020/21
- Команда сезону в Лізі Європи УЄФА (1): 2014/15
- Символічна збірна десятиліття за версією IFFHS: 2010—2020

Індивідуальні нагороди
- Найкращий молодий гравець сезону німецької Бундесліги (1): 2012/13
- Найкращий гравець сезону німецької Бундесліги (1): 2014/15
- Найкращий гравець сезону англійської Прем'єр-ліги (1): 2019/20
- Футболіст року за версією футболістів ПФА (2): 2019/20, 2020/21
- Найкращий півзахисник сезону Ліги чемпіонів УЄФА (1): 2019/20
- Найкращий плеймейкер року за версією IFFHS (2): 2020, 2021
- Найкращий гол місяця в англійській Прем'єр-лізі (2): листопад 2019, липень 2020
- Найкращий гравець «Манчестер Сіті» у сезоні (3): 2015/16, 2017/18, 2019/20

Золотий м'яч
- 8 — 2021
- 9 — 2018
- 14 — 2017, 2019
- 18 — 2015
- 20 — 2016

Нагороди ФІФА для найкращих
- 5 — 2020
- 8 — 2018
- 20 — 2016
- Символічна збірна ФІФА (1): 2020